# ウタカタララバイ
「ウタカタララバイ」は、日本の歌手・Adoの楽曲。作詞・作曲はFAKE TYPE.。2022年8月6日に配信限定シングルとしてVirgin Musicからリリースされた。

## 概要
映画『ONE PIECE FILM RED』の劇中歌で、映画公開日と同日に配信リリースされた。作詞・作曲はFAKE TYPE.が担当した。
映画の総合プロデュースを務めた尾田栄一郎は、かねてからFAKE TYPE.のラッパー・トップハムハット狂の楽曲「Princess♂」を好んで聴いており、2019年12月に『週刊少年ジャンプ』誌内で、自身の「最近ハマっているものベスト3」にも挙げていた。
その際、ミュージックビデオに登場する女性キャラクターを見て「こういう女の子が映画に出てきたら面白い」と発想したことが『ONE PIECE FILM RED』が歌姫・ウタを中心とする音楽映画となったきっかけにもなっている。
FAKE TYPE.によると、尾田の「クセのある洗脳するような曲を」というオーダーを受け、「とびきりクレイジーな曲にしようと思い制作した」という。
Adoは楽曲について、これまで「踊」のようなゆったりしたラップの経験はあったが、これほど言葉が詰まったマシンガンのようなラップは歌ったことがなく「とにかく大苦戦でした」とコメントしている。
2022年12月4日には、FAKE TYPE.がセルフカバーしたバージョンが配信リリースされた。

## チャート成績

### 認定とセールス
|                                | 認定（RIAJ） | 再生回数           |
| ------------------------------ | ------------ | ------------------ |
| ストリーミング                 | プラチナ     | 100,000,000 回再生 |
| *認定のみに基づく売上/再生回数 |              |                    |

## カバー
- 連尺野初魅（葵井歌菜） - 2024年1月17日にゲーム『ワールドダイスター 夢のステラリウム』に追加収録。